# 20分钟报
《20分钟》（德語：20 Minuten）是瑞士每周一至周五发行的免费报纸，也是瑞士读者量最大的报纸。

## 历史
《20分钟报》创刊于1999年12月13日，首次发行于瑞士苏黎世地区。它的拥有者是20分钟股份有限公司（20 Minuten AG）。该公司的最大股东为挪威施伯史泰德集团，其他股东还包括英国安佰深集團。《20分钟报》在21世纪初的主要竞争对手是《地铁报》。

### 科隆报纸争夺战
1999年12月13日，挪威施伯史泰德集团也在德国科隆发行了同样的免费报纸《科隆20分钟》（20 Minuten Köln）。报纸一经问世就立即对科隆的报刊和广告市场形成了有力冲击。1999年12月17日，德国阿克塞爾·斯普林格集團以不正当竞争违反德国竞争法为由，向柏林州级法院对20分钟报提起诉讼。法院曾一度禁止20分钟报的发放，但是2000年2月11日法院又以未对市场造成持久伤害为由撤销了这一决定。2000年6月，杜蒙·舍贝格出版社也以同样理由向科隆地区高等法院对20分钟报提起诉讼，最后是无果而终。
最终，《科隆20分钟》及其子报于2001年7月全部停刊，施伯史泰德公司也取消了20分钟报在德国和奥地利的扩张计划。

### 发展
免费报纸的出现也沉重地打击了瑞士传统报刊市场。瑞士Tamedia媒体集团旗下的“快报股份有限公司”（Express Zeitung AG，占股82.5%）发行了免费报纸《快报》，以挽回失去的读者。2004年，快报与20分钟公司达成协议，20分钟把瑞士业务50.5％的股权出售给快报。2005年，Tamedia完全接管了瑞士《20分钟报》。
从2005年4月开始，报纸发行范围涵盖苏黎世、巴塞尔、伯尔尼、卢塞恩和圣加仑5个主要城市。当时的20分钟报社共有100多名长期员工，其中编辑部多达50余人。

### 现状
2018年，Tamedia媒体集团对《20分钟报》的新闻编辑部门进行了重大人事调整，以应对其广告收入的持续下降。

## 发行量
| 瑞士《20分钟报》德语版日发行量变化图             |
|                                                  |
| 来源：广告媒体研究（WEMF）2008年；2010年；2018年 |

## 版本
除了德语版本，瑞士的《20分钟报》还发行有法语版和意大利语版。

### 法语版
2006年3月8日，《20分钟报》法语独立版开始在瑞士法语区城市洛桑和日内瓦发行。与此同时，法语版网站也开始投入运营。当时新成立的编辑部共有约30名员工，首年的发行量为每日12万份。
截至2018年，瑞士《20分钟报》法语版每日发行量172,154份，网站每日独立用户数量约为309,000人。

### 意大利语版
2011年9月14日，《20分钟报》意大利语独立版开始在意大利语区发行。其编辑总部位于盧加諾，初始编辑团队由12人组成，报纸首发量为每日36,000份。